# Tapobali (Adonara Timur)
Tapobali is een bestuurslaag in het regentschap Flores Timur van de provincie Oost-Nusa Tenggara, Indonesië. Tapobali telt 554 inwoners (volkstelling 2010).